# Discografia dei Lacuna Coil
La discografia dei Lacuna Coil, gruppo musicale metal italiano, è costituita da nove album in studio, due EP e venticinque singoli, pubblicati tra il 1998 e il 2021.

## Album in studio
| Anno | Titolo | Classifiche | Classifiche | Classifiche | Classifiche | Classifiche | Classifiche | Classifiche | Classifiche | Classifiche | Classifiche | Certificazioni |
| Anno | Titolo | ITA         | AUT         | BEL (FL)    | FRA         | GER         | NLD         | SPA         | SWI         | UK          | USA         | Certificazioni |
| ---- | --- | ----------- | ----------- | ----------- | ----------- | ----------- | ----------- | ----------- | ----------- | ----------- | ----------- | -------------- |
| 1999 | In a Reverie - Pubblicazione: 16 febbraio 1999 - Etichetta: Century Media - Formato: CD, LP, download digitale, streaming     | -           | -           | -           | -           | -           | -           | -           | -           | -           | —           |                |
| 2001 | Unleashed Memories - Pubblicazione: 1 gennaio 2001 - Etichetta: Century Media - Formato: CD, LP, download digitale, streaming | -           | -           | -           | -           | 72          | -           | -           | -           | -           | —           |                |
| 2002 | Comalies - Pubblicazione: 18 settembre 2002 - Etichetta: Century Media - Formato: CD, LP, download digitale, streaming        | -           | -           | -           | 69          | 45          | -           | -           | -           | -           | 178         |                |
| 2006 | Karmacode - Pubblicazione: 31 marzo 2006 - Etichetta: Century Media - Formato: CD, LP, download digitale, streaming           | 17          | 52          | 83          | 54          | 43          | 86          | -           | 61          | 47          | 28          | - ITA: Argento |
| 2009 | Shallow Life - Pubblicazione: 21 aprile 2009 - Etichetta: Century Media - Formato: CD, LP, download digitale, streaming       | 25          | 68          | 74          | 46          | 52          | 76          | 95          | 64          | 42          | 16          |                |
| 2012 | Dark Adrenaline - Pubblicazione: 20 gennaio 2012 - Etichetta: Century Media - Formato: CD, LP, download digitale, streaming   | 18          | -           | 70          | 78          | 36          | 79          | 77          | 53          | 48          | 15          |                |
| 2014 | Broken Crown Halo - Pubblicazione: 28 marzo 2014 - Etichetta: Century Media - Formato: CD, LP, download digitale, streaming   | 13          | 55          | 66          | 66          | 40          | 75          | -           | 37          | 45          | 27          |                |
| 2016 | Delirium - Pubblicazione: 27 maggio 2016 - Etichetta: Century Media - Formato: CD, LP, download digitale, streaming           | 11          | 40          | 29          | 85          | 33          | 94          | 69          | 30          | 42          | 33          |                |
| 2019 | Black Anima - Pubblicazione: 11 ottobre 2019 - Etichetta: Century Media - Formato: CD, LP, download digitale, streaming       | 23          | 37          | 35          | 65          | 15          | -           | 22          | 13          | 45          | 87          |                |
| 2025 | Sleepless Empire - Pubblicazione: 14 Febbraio 2025 - Etichetta: Century Media - Formato: CD, LP, download digitale, streaming | -           | -           | -           | -           | -           | -           | -           | -           | -           | -           |                |

## Raccolte
| Anno | Titolo                   | USA Chart | UK Chart | ITA Chart | GER Chart | GRE Chart | EU Chart | Vendite Mondiali |
| ---- | ------------------------ | --------- | -------- | --------- | --------- | --------- | -------- | ---------------- |
| 2005 | The EPs                  | -         | -        | -         | -         | -         | -        | ?                |
| 2009 | Manifesto of Lacuna Coil | -         | -        | -         | -         | -         | -        | ?                |

## EP
| Anno | Titolo      | USA Chart | UK Chart | ITA Chart | GER Chart | GRE Chart | EU Chart | Vendite Mondiali |
| ---- | ----------- | --------- | -------- | --------- | --------- | --------- | -------- | ---------------- |
| 1998 | Lacuna Coil | -         | -        | -         | -         | -         | -        | ?                |
| 2000 | Halflife    | -         | -        | -         | -         | -         | -        | ?                |

## Album dal vivo
| Anno | Album | Classifiche | Classifiche | Classifiche | Classifiche | Classifiche | Classifiche | Classifiche | Classifiche |
| Anno | Album | ITA         | AUS         | BEL         | GER         | JAP         | NDL         | UK Rock     | USA         |
| ---- | --- | ----------- | ----------- | ----------- | ----------- | ----------- | ----------- | ----------- | ----------- |
| 2008 | Visual Karma (Body, Mind and Soul) - Pubblicato: 25 novembre 2008 - Etichetta: Century Media - Formati: CD, DVD, download digitale   | 12          | -           | -           | -           | 216         | -           | -           | 26          |
| 2018 | The 119 Show: Live in London - Pubblicato: 9 novembre 2018 - Etichetta: Century Media - Formati: CD, DVD, Blu-ray, download digitale | -           | 11          | 114         | 93          | -           | 20          | 7           | -           |
| 2021 | Live from the Apocalypse - Pubblicato: 25 giugno 2021 - Etichetta: Century Media - Formati: LP, CD, DVD, download digitale           | -           | -           | 110         | 60          | -           | -           | 16          | -           |

## Remix album
| Anno | Album | Classifiche | Classifiche | Classifiche | Classifiche | Classifiche | Classifiche | Classifiche | Classifiche |
| Anno | Album | ITA         | AUS         | BEL         | GER         | JAP         | NDL         | UK Rock     | USA         |
| ---- | --- | ----------- | ----------- | ----------- | ----------- | ----------- | ----------- | ----------- | ----------- |
| 2022 | Comalies XX - Pubblicato: 14 ottobre 2022 - Etichetta: Century Media - Formati: LP, CD, download digitale | -           | -           | -           | -           | -           | -           | -           | -           |

## Singoli
| Anno | Titolo                                  | Classifiche | Classifiche | Classifiche | Classifiche | Classifiche | Classifiche | Classifiche  | Classifiche   | Album di provenienza         |
| Anno | Titolo                                  | ITA         | AUT         | CZE         | SPA         | UK          | UK Rock     | US Act. Rock | US Main. Rock | Album di provenienza         |
| ---- | --------------------------------------- | ----------- | ----------- | ----------- | ----------- | ----------- | ----------- | ------------ | ------------- | ---------------------------- |
| 2002 | Heaven's a Lie                          | -           | -           | -           | -           | -           | -           | -            | -             | Comalies                     |
| 2004 | Swamped                                 | -           | 22          | -           | -           | -           | -           | -            | -             | Comalies                     |
| 2006 | Our Truth                               | 23          | -           | -           | 18          | 40          | 1           | 32           | 36            | Karmacode                    |
| 2006 | Enjoy the Silence                       | 27          | -           | 13          | -           | 41          | 3           | -            | -             | Karmacode                    |
| 2006 | Closer                                  | 50          | -           | -           | -           | -           | 5           | -            | -             | Karmacode                    |
| 2007 | Within Me                               | 44          | -           | -           | -           | -           | -           | -            | -             | Karmacode                    |
| 2009 | Spellbound                              | -           | -           | -           | -           | -           | -           | 24           | 30            | Shallow Life                 |
| 2009 | I Like It                               | -           | -           | -           | -           | -           | -           | -            | -             | Shallow Life                 |
| 2009 | I Won't Tell You                        | -           | -           | -           | -           | -           | -           | 32           | 35            | Shallow Life                 |
| 2009 | Wide Awake                              | -           | -           | -           | -           | -           | -           | -            | -             | Shallow Life                 |
| 2011 | Trip the Darkness                       | -           | -           | -           | -           | -           | -           | 23           | 28            | Dark Adrenaline              |
| 2012 | Fire                                    | -           | -           | -           | -           | -           | -           | -            | -             | Dark Adrenaline              |
| 2012 | Losing My Religion                      | -           | -           | -           | -           | -           | -           | -            | -             | Dark Adrenaline              |
| 2014 | Die & Rise                              | -           | -           | -           | -           | -           | -           | -            | 32            | Broken Crown Halo            |
| 2014 | Nothing Stands in Our Way               | -           | -           | -           | -           | -           | -           | -            | -             | Broken Crown Halo            |
| 2014 | I Forgive (But I Won't Forget Your Name | -           | -           | -           | -           | -           | -           | -            | -             | Broken Crown Halo            |
| 2016 | The House of Shame                      | -           | -           | -           | -           | -           | -           | -            | -             | Delirium                     |
| 2016 | Delirium                                | -           | -           | -           | -           | -           | -           | -            | -             | Delirium                     |
| 2016 | Ghost in the Mist                       | -           | -           | -           | -           | -           | -           | -            | -             | Delirium                     |
| 2016 | Naughty Christmas                       | -           | -           | -           | -           | -           | -           | -            | -             | N/A                          |
| 2018 | Mayday (Rezophonic feat. Lacuna Coil)   | -           | -           | -           | -           | -           | -           | -            | -             | N/A                          |
| 2018 | Blood, Tears, Dust                      | -           | -           | -           | -           | -           | -           | -            | -             | The 119 Show: Live in London |
| 2019 | Layers of Time                          | -           | -           | -           | -           | -           | -           | -            | -             | Black Anima                  |
| 2019 | Reckless                                | -           | -           | -           | -           | -           | -           | -            | -             | Black Anima                  |
| 2019 | Save Me                                 | -           | -           | -           | -           | -           | -           | -            | -             | Black Anima                  |
| 2021 | Bad Things                              | -           | -           | -           | -           | -           | -           | -            | -             | Live from the Apocalypse     |
| 2022 | Tight Rope XX                           | -           | -           | -           | -           | -           | -           | -            | -             | Comalies XX                  |
| 2024 | In The Mean Time (feat. Ash Costello)   | -           | -           | -           | -           | -           | -           | -            | -             | TBA                          |

## Colonna sonora
Film che contengono brani dei Lacuna Coil nella colonna sonora
| Anno | Film                                   | Canzone             |
| ---- | -------------------------------------- | ------------------- |
| 2004 | Resident Evil: Apocalypse              | Swamped             |
| 2005 | Il nascondiglio del diavolo - The Cave | Daylight Dancer     |
| 2005 | Alone in the Dark                      | Daylight Dancer     |
| 2006 | Underworld: Evolution                  | Our Truth           |
| 2006 | Masters of Horror II                   | Virtual Environment |

## B-Side
- 2002: Lost Lullaby: Scartata da Unleashed Memories successivamente inserita nell'edizione limitata di Comalies e nella ristampa di Unleashed Memories
- 2006: Without a Reason: inserita nel singolo Our Truth come b-side
- 2006: Virtual Environment: inserita nel singolo Enjoy the Silence come b-side e nella colonna sonora del telefilm Masters of Horror

## Collaborazioni con altri artisti
| Anno | Titolo | Artista                        | Membri coinvolti                       | Album di provenienza                                 |
| ---- | --- | ------------------------------ | -------------------------------------- | ---------------------------------------------------- |
| 2004 | I'm That | Franco Battiato                | Cristina Scabbia                       | Dieci stratagemmi                                    |
| 2006 | Can you hear me? | Rezophonic                     | Cristina Scabbia e Marco 'Maus' Biazzi | Rezophonic                                           |
| 2006 | Set Me Free (A Tout Le Monde) | Megadeth                       | Cristina Scabbia                       | United Abominations                                  |
| 2007 | SOS (Anything But Love) | Apocalyptica                   | Cristina Scabbia                       | Worlds Collide                                       |
| 2008 | Watch Over You | Alter Bridge                   | Cristina Scabbia                       | Blackbird                                            |
| 2012 | Ancora in piedi | I.P.E.R.                       | Andrea Ferro                           | N/A                                                  |
| 2013 | The Theory of Everything Part 1, The Prodigy's World, The Theory of Everything Part 2, The Consultation, Diagnosis, The Argument 1, The Prediction, Mirror of Dreams, The Argument 2, The Parting, The Theory of Everything Part 3 | Ayreon                         | Cristina Scabbia                       | The Theory of Everything                             |
| 2013 | Beautiful Lie | Emiliano Audisio & Gigi Meroni | Cristina Scabbia                       | Passione sinistra                                    |
| 2013 | Through the Ashes | Cayne                          | Andrea Ferro                           | Cayne                                                |
| 2014 | | Mellowtoy                      | Marco Coti Zelati                      | Lies                                                 |
| 2014 | | Xternals                       | Marco Coti Zelati                      | Dreamwalk                                            |
| 2015 | Scars | Metal Allegiance               | Cristina Scabbia                       | Metal Allegiance                                     |
| 2015 | Wild Woman | Danko Jones                    | Cristina Scabbia                       | Fire Music                                           |
| 2016 | I Breathe | Schiller                       | Cristina Scabbia                       | Zeitreise                                            |
| 2016 | | Genus Ordinis Dei              | Marco Coti Zelati                      | Genus Ordinis Dei                                    |
| 2017 | Feliz Navidad (Charity Version) | Tarja                          | Cristina Scabbia                       | From Spirits and Ghosts (Score for a Dark Christmas) |
| 2017 | Salem | Genus Ordinis Dei              | Cristina Scabbia                       | Great Olden Dynasty                                  |
| 2018 | | Melissa VanFleet               | Marco Coti Zelati                      | Ode to the Dark                                      |
| 2018 | Mayday | Rezophonic                     |                                        | Rezophonic IV                                        |
| 2019 | Goodbye Stranger | Tarja                          | Cristina Scabbia                       | In the Raw                                           |
| 2019 | Monster | Wednesday 13                   | Cristina Scabbia                       | Necrophaze                                           |
| 2021 | Start Again | Mark the Hammer                | Cristina Scabbia                       | Diablo 2 Resurrected                                 |

## Video musicali
| Anno | Titolo                                   | Regista/i                    |
| ---- | ---------------------------------------- | ---------------------------- |
| 2002 | Heaven's a Lie                           | Luigi Sabadini & Lacuna Coil |
| 2003 | Heaven's a Lie                           | Chade Seide                  |
| 2003 | Heaven's a Lie                           | Patric Ullaeus               |
| 2004 | Swamped                                  | Patric Ullaeus               |
| 2006 | Our Truth                                | Nathan Cox & Zach Merck      |
| 2006 | Our Truth (Live)                         | Jake Davis                   |
| 2006 | Enjoy the Silence                        | Nathan Cox & Zach Merck      |
| 2006 | Enjoy the Silence (Uk Edition)           | Nathan Cox & Zach Merck      |
| 2006 | Closer                                   | Nathan Cox & Zach Merck      |
| 2007 | Within Me                                | Kal Karman                   |
| 2009 | Spellbound                               | Roberto Cinardi              |
| 2009 | Spellbound (Performance Edition)         | Roberto Cinardi              |
| 2009 | I Like It                                | Kevin James Custer           |
| 2010 | I Won't Tell You                         | Roberto Cinardi              |
| 2011 | Trip the Darkness                        | Sitcom Soldiers              |
| 2012 | Fire (Inedito)                           | Brendan Kyle Cochrane        |
| 2012 | End of Time                              | Roberto Cinardi              |
| 2014 | I Forgive (But I Won't Forget Your Name) | Sitcom Soldiers              |
| 2014 | Nothing Stands in Our Way                | Daniel Kuykendall            |
| 2016 | Delirium                                 | Michael Winkler              |
| 2017 | Blood, Tears, Dust                       | Cosimo Alemà                 |
| 2017 | You Love Me 'Cause I Hate You            | Cosimo Alemà                 |
| 2018 | Mayday (con Rezophonic)                  | Fabio Bruno                  |
| 2019 | Layers of Time                           | Roberto Cinardi              |
| 2019 | Reckless                                 | Roberto Cinardi              |
| 2020 | Save Me                                  | Isabella D'Alessandro        |
| 2022 | Tight Rope XX                            | Trilathera                   |
| 2022 | Swamped XX                               | Trilathera                   |
| 2024 | In The Mean Time (feat. Ash Costello)    | Patric Ullaeus               |
| 2024 | Oxygen                                   | Daniele Tofani               |
| 2025 | Gravity                                  | Martina L. McLean            |
| 2025 | I Wish You Were Dead                     | Martina L. McLean            |